# Ласлетт, Питер
Питер Ласлетт (англ. Peter Laslett; 18 декабря 1915, Уотфорд, Англия — 8 ноября 2001, Кембридж) — английский историк. Член Британской академии (1979). Кавалер ордена Британской империи (1997).
Родился в многодетной семье священника-баптиста. Окончил по истории кембриджский Сент-Джонс-колледж (Кембридж), где учился в 1935—1938 годах.
В 1940—1945 годах на службе в армии, в военно-морской разведке.
В 1948 году возвратился в Кембридж, стал членом альма-матер. С 1953 года лектор истории истфака и в том же году был избран членом Тринити-колледжа (до конца жизни).
С 1983 года на пенсии. Профессорского звания так и не получил.
Много выступал в СМИ, по телевидению и на радио, как популяризатор науки и пропагандист высшего образования, в частности для людей старшего возраста.
Сотрудничал с М. Янгом. Оказал влияние на А. Макфарлейна.
Женат с 1947 года, два сына.
Похоронен в Оксфорде.
Его первая книга «The World We Have Lost» (1965; амер. изд. — Нью-Йорк, 1966; 2-е изд. 1971, 3-е — 1983), ставшая также самой известной его работой, — исследование семьи и социальной структуры доиндустриальной Англии.